# Edgecliff
Edgecliff est un quartier du sud-est de Sydney dans l'État de Nouvelle-Galles du Sud proche de la baie de Sydney. Il est situé dans la Municipalité de Woollahra (Woollahra Council) et fait partie de la région métropolitaine appelée : Eastern Suburbs.